# Lycosa asiatica
Lycosa asiatica este o specie de păianjeni din genul Lycosa, familia Lycosidae, descrisă de Sytshevskaja, 1980. Conform Catalogue of Life specia Lycosa asiatica nu are subspecii cunoscute.